# Mairie-halle de Vicherey
La mairie-halle de Vicherey est une mairie-halle située à Vicherey en région Grand Est.

## Localisation
L'édifice se trouve 1 rue Saint-Laurent dans le département français des Vosges, sur la commune de Vicherey.

## Histoire

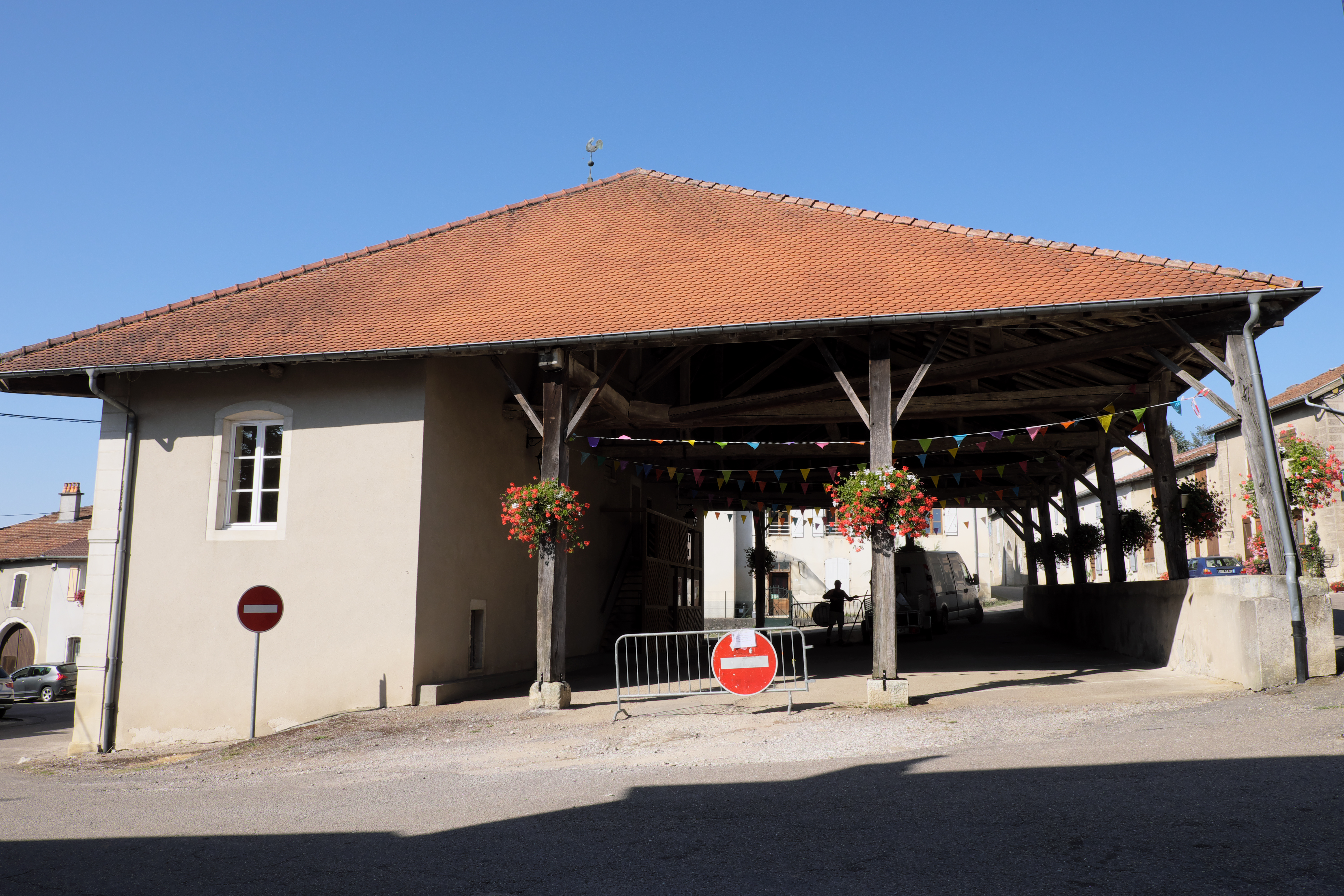
Mairie de Vicherey avec la halle qui lui est adossée, vues de l'est.

Halles en bois de la fin du XVIe siècle, sous lesquelles fut construit en 1829 l’actuel bâtiment mairie-lavoirs, unique dans les Vosges (les lavoirs ont été restaurés et réhabilités en bibliothèque).

## Protection
La mairie-halle est inscrite partiellement au titre des monuments historiques par arrêté du 18 juillet 2001.